# Дзвенигородська степова ділянка № 1
Дзвенигоро́дська степова́ діля́нка № 1 — ботанічна пам'ятка природи місцевого значення. Розташована поблизу села Дзвенигород Чортківського району Тернопільської області, у кварталі 82 виділі 11, кварталі 83 виділі 1 Гермаківського лісництва Чортківського держлісгоспу в межах лісового урочища «Рижки».

## Пам'ятка
Оголошено об'єктом природно-заповідного фонду рішенням виконкому Тернопільської обласної ради від 26 грудня 1976 № 637.

## Характеристика
Перебуває у віданні ДП «Чортківське лісове господарство». Площа — 3 га.
Під охороною — лучно-степові та скельні фітоценози. Особливо цінні — ковила волосиста, сон чорніючий — види рослин, занесені до Червоної книги України; горицвіт весняний, цибуля гірська — рідкісні й такі, що перебувають на грані зникнення, види рослин на території області, інші види флори, цінні в науковому, пізнавальному та естетичному значеннях. Місце оселення корисної ентомофауни.
У 2010 р. увійшла до складу національного природного парку «Дністровський каньйон».